# Cvadratură (astronomie)
O planetă sau un satelit este în cvadratură atunci când diferența longitudinii cerești dintre obiect și Soare este egală cu 90°.
Se numește semicvadratură poziția orbitală într-un unghi de 45°.

## Luna, planete interioare și planete exterioare
La primul și la ultimul pătrar, Luna este în cvadratură cu Soarele. Suprafața astrului este iluminată 50%.
Planetele exterioare au, de asemenea, o cvadratură de fază, care, totuși, nu produce aceleași efecte cu cele ale cvadraturii Lunii.
Planetele interioare nu pot intra în cvadratură întrucât, fiind interioare, elongația lor maximă nu poate ajunge la 90°.

## Istorie
Primul care a observat faza de cvadratură a Lunii, pentru a determina distanța de la Pământ la Soare, a fost Aristarh din Samos.